# Fort Snelling (Minnesota)
Fort Snelling es un territorio no organizado ubicado en el condado de Hennepin en el estado estadounidense de Minnesota. En el Censo de 2010 tenía una población de 149 habitantes y una densidad poblacional de 7,53 personas por km².

## Geografía
Fort Snelling se encuentra ubicado en las coordenadas 44°52′46″N 93°13′28″O / 44.87944, -93.22444. Según la Oficina del Censo de los Estados Unidos, Fort Snelling tiene una superficie total de 19.79 km², de la cual 18.85 km² corresponden a tierra firme y (4.76%) 0.94 km² es agua.

## Demografía
Según el censo de 2010, había 149 personas residiendo en Fort Snelling. La densidad de población era de 7,53 hab./km². De los 149 habitantes, Fort Snelling estaba compuesto por el 67.79% blancos, el 22.82% eran afroamericanos, el 0.67% eran amerindios, el 0.67% eran asiáticos, el 0% eran isleños del Pacífico, el 0.67% eran de otras razas y el 7.38% pertenecían a dos o más razas. Del total de la población el 3.36% eran hispanos o latinos de cualquier raza.